# Atenágoras de Atenas
Atenágoras (s. II) fue un filósofo cristiano de Atenas, según se lee en el título de su Apología.

## Vida
Este autor compuso una de 

las más bellas y antiguas apologías de la religión cristiana.
Bossuet.

Apologista cristiano de la segunda mitad del siglo II, de quien sólo se sabe que fue un filósofo ateniense y un converso al cristianismo. De sus escritos sólo se han conservado dos piezas genuinas: su “Apología” o “Embajada por los Cristianos” y un “Tratado sobre la Resurrección”. Las únicas alusiones a él en la literatura cristiana primitiva son las citas acreditadas de su “Apología” en un fragmento de San Metodio de Olimpo (m. 312) y los detalles biográficos poco confiables en los fragmentos de la “Historia Cristiana” de Felipe de Side (c. 425). Puede ser que sus tratados, circulando anónimamente, fueron en un tiempo considerados como la obra de otro apologista. Sus escritos atestiguan su erudición y su cultura, su poder como filósofo y retórico, su fina apreciación del temperamento intelectual de su época, y su tacto y delicadeza al tratar con los poderosos oponentes de su religión.

## Escritos
Hacia 177-178 compuso Atenágoras una Súplica en favor de los cristianos, escrito que envió a los emperadores Marco Aurelio Antonino y su vástago Lucio Aurelio Cómodo, «arménicos, sarméticos y, lo que es máximo título, filósofos». En dicha Súplica defiende a los cristianos de las tres principales acusaciones que contra ellos se lanzaban desde la parte pagana: ateísmo, antropofagia e incesto. Desde las primeras frases, la Apología se hace notar por la moderación y por la cortesía de sus expresiones. Es una pieza maestra por su alto vuelo literario, por la lealtad de su argumentación y por la vasta erudición que en ella revela el autor. Su composición es clara y metódica, la fraseología redonda y rica en ideas, el razonamiento firme y vigoroso, el estilo sobrio, hasta rozar a veces la sequedad, pero siempre preciso. El conjunto de todo este escrito revela al verdadero filósofo y al maestro que discute según las reglas. En ella, a una habilidad dialéctica, mayor que la demostrada por San Justino en sus escritos, se añade una actitud más benévola y comprensiva, con respecto a la filosofía, que la demostrada por Taciano, contemporáneo suyo. 
Escrita en vísperas de las matanzas de Lyon, la Apología contiene párrafos verdaderamente conmovedores como éste:

¿Tal vez aquellos que toman como máxima de su vida el comamos y bebamos, que mañana moriremos,... deberán ser considerados como personas pías? ¿y a nosotros se nos mirará como gentes impías, nosotros que estamos convencidos de que la vida presente dura poco y tiene poco valor, nosotros que estamos animados por el solo deseo de conocer al Dios verdadero y a su Verbo, de saber cuál es la unión del Hijo con el Padre; qué es el Espíritu; cuál es la unión y la distinción de estos tres términos unidos entre sí: el Espíritu, el Hijo, el Padre; nosotros, que sabemos que la vida que esperamos será la más grande de cuantas puedan pensarse, con tal de que dejemos el mundo limpios de toda culpa y amemos a los hombres hasta tal punto de no amar solamente a los amigos? Todavía una vez más, nosotros que somos tales y que llevamos una vida digna para evitar el juicio ¿tendremos que pasar por ser tenidos como impíos?
XII

Lógica, aunque siempre respetuosa, es la conclusión: "Todo el Imperio goza de una paz profunda; solamente los cristianos son perseguidos, ¿por qué? Si se nos puede convencer de crimen, aceptamos el castigo; pero si somos perseguidos sólo por el hecho de llevar un nombre, entonces apelamos a vuestra justicia". 
Otra obra que poseemos de Atenágoras es el tratado Sobre la resurrección de los muertos, ya anunciada al final de su Apología (cap. 36 y 37). En un estudio reciente R. M. Grant ha intentado probar que no es obra de Atenágoras, sino un escrito poco anterior al año 310, que pertenecería a la literatura origenista. El códice de Aeta, del año 914, sin embargo, dice expresamente que es obra de Atenágoras y la pone inmediatamente después de la Apología. El dogma en ella defendido es uno de los que los paganos admitían con mayor dificultad, como ya aparece en el discurso de San Pablo en Atenas (Act 17, 16-34), mientras para los cristianos, atribulados por el dolor y la persecución, resultaba uno de los más caros: la resurrección de los muertos. Es una discusión clara y fácil, dirigida a los filósofos, que se mantiene siempre en el terreno de la pura dialéctica.

## Doctrina

### Monoteísmo de Atenágoras
Pretende, ante todo, demostrar la unicidad de Dios, frente al pluralismo politeísta de los paganos. Con este fin se empeña en demostrar, por vía especulativa, la unidad de Dios, atestiguada por los profetas. Sus argumentos tal vez no alcancen la precisión de una filosofía técnica, pero indudablemente ofrecen una sólida base de reflexión. En Atenágoras aparecen ya algo desarrolladas las primeras pruebas racionales de la existencia de Dios. La prueba favorita para él la constituye el orden del mundo. En el cap. 16 de su Súplica expone sus puntos de vista sobre el orden cósmico, atribuyendo la hermosura del mundo al Creador al considerar la naturaleza corruptible de lo creado; argumento reforzado en el cap. 22 al rechazar las mitologías paganas y por la comparación que establece entre el mundo y un navío, que, por muy perfecto que sea, necesita de un piloto que lo conduzca. A partir de Atenágoras esta prueba de la existencia de Dios por la vía del orden y del fin, aparece reproducida en todos los apologistas cristianos, aunque con diversos matices. 

### Sobre la Trinidad
Atenágoras es un excelente expositor de la fe en la Trinidad Santa. En él encontramos también los primeros intentos de explicación científica de la Trinidad. Algunos han pretendido acusarle de subordinacionismo, pero no creemos que haya fundamento serio para tal aserto. Con mayor nitidez que los demás apologistas del s. II, afirma la unidad y la igualdad de las tres divinas Personas. Parece temerario tildar de subordinacionista a un autor que, en pleno s. II, esto es, mucho antes del concilio de Nicea, escribe en su Apología: «Así. pues, suficientemente queda demostrado que no somos ateos, pues admitimos a un solo Dios... ¿Quién, pues, no se sorprenderá de oír llamar ateos a quienes admiten a un Dios Padre ya un Dios Hijo y un Espíritu Santo, que muestran su potencia en la unidad y su distinción en el poder?» (Súplica, X).  

En su obra  Súplica a favor de los cristianos, Atenágora predica que Dios Padre es el único Dios, perfecto e increado, y que su Verbo no se creó de la nada ni nació como un el hijo de una criatura, sino que procede de Dios, y es eterno con Él.  
1. Así, pues, queda suficientemente demostrado que no somos ateos, pues admitimos a un solo Dios, increado, eterno, invisible, impasible, incomprensible e inmenso, sólo por la inteligencia y la razón comprensible, rodeado de luz (cf. 1 Tm 6,16; 1 Jn 1,7), de una belleza, de un espíritu y potencia inenarrables, que ha creado el universo, lo ha ordenado y lo gobierna por medio del Verbo que de Él procede. 
2. Reconocemos también un Hijo de Dios. Y que nadie tenga por ridículo que Dios tenga un Hijo. Porque nosotros no pensamos sobre Dios y también Padre, y sobre su Hijo, a la manera como fantasean sus poetas, que en sus fábulas nos muestran dioses que en nada son mejores que los hombres; sino que el Hijo de Dios es el Verbo del Padre en idea y energía, porque por su operación y por su intermedio fue todo hecho, siendo uno solo el Padre y el Hijo. Y estando el Hijo en el Padre y el Padre en el Hijo (cf. Jn 1,1-3; 10,30. 38; 17,21-23), en una unidad y potencia espirituales; el Hijo de Dios es inteligencia y Verbo del Padre.
3. Y si por la grandísima inteligencia de ustedes se les ocurre preguntar qué quiere decir "hijo de Dios", lo explicaré brevemente: es el primer retoño del Padre (cf. Pr 8,22; Col 1,15; Rm 8,29), no porque haya nacido, puesto que desde el principio, Dios, que es inteligencia eterna, tenía en sí su Verbo, siendo eternamente racional, sino como procediendo de Dios, cuando todas la materia era informe, como una tierra inerte y estaban mezcladas los elementos más gruesos con las más ligeros, para ser sobre ellas idea y operación.
4. Concuerda con nuestra doctrina el Espíritu profético: "El Señor, dice, me estableció principio de sus caminos para sus obras" (Pr 8,22). Y a la verdad, el mismo Espíritu Santo, que obra en los que hablan proféticamente, decimos que es una emanación de Dios (cf. Sb 7,5; Si 43,4), emanando y volviendo a Él, como los rayos del sol.

5. ¿Quién, pues, no se sorprenderá de oír llamar ateos a quienes admiten a un Dios Padre y a un Dios Hijo y un Espíritu Santo, que muestran su potencia en la unidad y su distinción en el orden? Y no se para aquí nuestra doctrina teológica, sino que decimos existir una muchedumbre de ángeles y ministros, a quienes Dios, Creador y Artífice del mundo, por medio del Verbo que de él viene, distribuyó las funciones, confiándoles el cuidado de los elementos, de los cielos, del mundo y lo que en él hay, y de su buen orden.

### Sobre el matrimonio
Interesante es también la doctrina de Atenágoras sobre el matrimonio y sus fines. Para él la procreación es el primero y el último fin del matrimonio. «Al modo que el labrador echada la semilla en la tierra, espera a la siega y no sigue sembrando, así, para nosotros, la medida del deseo es la procreación de los hijos» (Súplica, XXXIII). En otros textos Atenágoras muestra la lucha que el cristianismo primitivo hubo de sostener para defender el derecho a la vida de las criaturas antes de nacer. Contra los paganos, que acusaban a los cristianos de cometer crímenes en sus funciones de culto, escribe: «Nosotros afirmamos que los que intentan el aborto cometen homicidio y tendrán que dar cuenta de él a Dios; entonces, ¿por qué razón habríamos de matar a nadie?... No, nosotros somos en todo y siempre iguales y acordes con nosotros mismos, pues servimos a la razón y no la violentamos» (Súplica, XXXV). Acérrimo defensor de la indisolubilidad del matrimonio, lleva su doctrina hasta el extremo de creer que ni siquiera la muerte puede disolver el vínculo matrimonial. En consecuencia, para él las segundas nupcias son «un adulterio decente». 

## Juicio crítico
Tal vez menos original que San Justino y Taciano, conviene hacer resaltar que él señala indudablemente un momento importante en la historia de las relaciones entre el cristianismo y la filosofía. Platónico de mentalidad, hace resaltar las concordancias que existen entre razón y fe. En sus discursos toma de la filosofía su método y sus formas, pero como buen filósofo cristiano procura mantener un sano equilibrio entre razón y fe. A pesar de su liberalismo filosófico y a pesar de la tentativa de una demostración racional de la fe, Atenágoras atribuye exclusivamente a la Revelación el conocimiento sólido y completo de la verdad: para llegar a Dios hay que «aprender de Dios a conocer a Dios» (Súplica, VII). Su teología resulta más clara y más lógica que la de otros apologistas de su época. No cabe duda de que con Atenágoras se da un paso importante hacia la ciencia teológica, hacia las relaciones serenas y fecundas entre el mundo de la fe y el de la razón. No sabemos hasta qué punto merece crédito la noticia de Felipe de Side, que hace de Atenágoras el jefe de la escuela teológica de Alejandría, pero, en cierto modo, este ateniense recuerda el pensamiento cristiano alejandrino.